# パズル (湘南乃風の曲)
「パズル」は、湘南乃風の14枚目のシングル。2014年8月6日にトイズファクトリーから発売された。

## 概要
- 前作「雪月花」以来、約1年9か月振りとなるシングルであり、「鎧武乃風」名義でリリースした「YOUR SONG」を含めると約1か月振りのリリースにもなる。
- 初回限定盤には、貴重なインタビュー映像と2014年6月21日に宮古島コースタルリゾートヒララ トゥリバー地区ヘッドランド特設会場で行われたライブイベント「MIYAKO ISLAND ROCK FESTIVAL 2014 10th Anniversary」で披露した「Freeeeeeeee」のライブ映像を収録したDVDを付属。

## 収録曲

### CD
1. パズル
（作詞・作曲：湘南乃風 / 編曲：湘南乃風、篤志）
  - テレビ朝日系ドラマ『ゼロの真実〜監察医・松本真央〜』主題歌。ドラマタイアップは『黄金魂』以来となる。
2. Freeeeeeeee
（作詞・作曲：湘南乃風 / 編曲：湘南乃風、Sun's Heritage Productions）
3. パズル（Instrumental）
4. Freeeeeeeee（Instrumental）

### DVD
1. 〜Exclusive Interview & Live Music Clip〜「Freeeeeeeee」from MIYAKO ISLAND ROCK FESTIVAL 2014

| スタブアイコン | サブスタブ | この項目は、まだ閲覧者の調べものの参照としては役立たない、シングルに関連した書きかけの項目です。この項目を加筆・訂正などしてくださる協力者を求めています（P:音楽/PJ:楽曲）。 |